# 伊万·别列科夫
伊万·伊图洛维奇·别列科夫（羅馬化：Ivan Itulovich Belekov；1953年3月20日—）是俄罗斯政治人物，第七届国家杜马议员。
1975年，别列科夫毕业于高尔基文学院。1969年，他在地方报纸《阿尔泰之星》担任通讯员、共青团和青年生活、文化和艺术部门负责人。1991年，他成为该报编辑。2006年至2016年，他担任第四届至第六届阿尔泰共和国国家议会主席。2016年至2021年，他担任第七届国家杜马议员。